# Semiothisa frugaliata
Semiothisa frugaliata là một loài bướm đêm trong họ Geometridae.